# Liste des espèces de mammifères inscrites à l'Annexe III de la CITES
La liste suivante recense les espèces de mammifères inscrites à l'Annexe III de la CITES.
Sauf mention contraire, l'inscription à l'Annexe d'une espèce inclut l'ensemble de ses sous-espèces et de ses populations.

## Liste[1]
- Famille des Bovidae :
  - Antilope cervicapra
  - Boselaphus tragocamelus
  - Bubalus arnee (exclut la forme domestiquée, appelée Bubalus bubalis, qui n’est pas soumise aux dispositions de la Convention)
  - Capra hircus aegagrus (les spécimens de la forme domestiquée ne sont pas soumis aux dispositions de la Convention)
  - Capra sibirica
  - Gazella bennettii
  - Gazella dorcas
  - Pseudois nayaur
  - Tetracerus quadricornis

- Famille des Cervidae :
  - Axis porcinus (sauf la sous-espèce inscrite à l'Annexe I)
  - Cervus elaphus barbarus
  - Mazama temama cerasina
  - Odocoileus virginianus mayensis

- Famille des Canidae :
  - Canis aureus
  - Vulpes bengalensis
  - Vulpes vulpes griffithi
  - Vulpes vulpes montana
  - Vulpes vulpes pusilla

- Famille des Herpestidae :
  - Herpestes edwardsii
  - Herpestes fuscus
  - Herpestes javanicus
  - Herpestes javanicus auropunctatus
  - Herpestes smithii
  - Herpestes urva
  - Herpestes vitticollis

- Famille des Hyaenidae :
  - Hyaena hyaena
  - Proteles cristata

- Famille des Mustelinae :
  - Eira barbara
  - Martes flavigula
  - Martes foina intermedia
  - Martes gwatkinsii
  - Mellivora capensis
  - Mustela altaica
  - Mustela erminea ferghanae
  - Mustela kathiah
  - Mustela sibirica

- Famille des Odobenidae :
  - Odobenus rosmarus

- Famille des Procyonidae :
  - Nasua narica
  - Nasua nasua solitaria
  - Potos flavus

- Famille des Viverridae :
  - Arctictis binturong
  - Civettictis civetta
  - Paguma larvata
  - Paradoxurus hermaphroditus
  - Paradoxurus jerdoni
  - Viverra civettina
  - Viverra zibetha
  - Viverricula indica

- Famille des Phyllostomidae :
  - Platyrrhinus lineatus

- Famille des Dasypodidae :
  - Cabassous tatouay

- Famille des Myrmecophagidae :
  - Tamandua mexicana

- Famille des Cuniculidae :
  - Cuniculus paca

- Famille des Dasyproctidae :
  - Dasyprocta punctata

- Famille des Erethizontidae :
  - Sphiggurus mexicanus
  - Sphiggurus spinosus

- Famille des Sciuridae :
  - Marmota caudata
  - Marmota himalayana